# Републиканци за България
Републиканци за България е политическа партия в България, създадена през 2020 г. Неин председател е Цветан Цветанов. Абревиатурата на партията (РБ) е намек за несъществуващата дясна коалиция „Реформаторски блок“.

## История
Партията е учредена на 20 септември 2020 г., внесени са 5717 заявления за членство. Инициативния комитет при учредяването на партията се състои от 89 души – лекари, спортисти, журналисти, емигранти в САЩ и бивши членове на ГЕРБ. Сред учредителите е бившата депутатка от ГЕРБ – Джема Грозданова и напусналият структурите на ГЕРБ в Шумен – инж. Гюнай Исмаил. Сред учредителите е също журналиста и историк Горан Благоев.
Към края на октомври 2020 г. са създадени структури в цяла северна България. Първоначално в Монтана, Враца и Видин, а по-късно в Русе, Силистра, Търговище, Разград, Шумен, Добрич и Варна. Партията е регистрирана на 11 ноември 2020 г., когато влиза в сила решение за регистрация на партията и вписването ѝ в регистъра на Софийски градски съд.

## Ръководство
- Цветан Цветанов – председател[12]
- Джема Грозданова –заместник – председател от 27 ноември 2022 г.
- Горан Благоев – заместник – председател от 27 ноември 2022 г.
- Тамер Хасан – заместник – председател от 27 ноември 2022 г.
- Павел Вълнев– заместник-председател[12][13] до юни 2021 г., когато се оттегля, след като за предизборната кампания на партията за изборите през април 2021 г. дарява 1 милион долара.[14][15]
- Виктор Серафимов – секретар и говорител[12][16]

Координатори
Местни координатори на партията към края на ноември 2020 г.:
- Благоевград – Атанас Камбитов (бивш общински съветник, депутат и 2 мандата кмет)
- Бургас – Ангел Рангелов
- Варна – Панайот Кискинов
- Велико Търново – Николай Драков
- Видин – Албена Георгиева (бивш заместник-областен управител ГЕРБ)
- Враца – Тодор Тодоров
- Габрово – Добри Христов
- Добрич – Николай Милков
- Кърджали – Илия Илиев (бивш областен координатор на ГЕРБ)
- Кюстендил – Иво Чивийски
- Монтана – Камелия Кирилова
- Перник – Сергей Тодоров
- Плевен – Христослав Михайлов (общински съветник, изключен от ГЕРБ)
- Пловдив-град – Христо Димитров
- Пловдив-област – Георги Пилев (бивш заместник областен и член на СДС)
- Разград – Рейхан Ридван Вели (кандидат за депутат от ДОСТ и бивш общински съветник от РБ)
- Русе – Бранимир Стефанов (бивш член на младежката организация на ГЕРБ)
- Сливен – Недко Недев
- София-град – Петко Чамов
- София-област – Мартин Асенов (кандидат-кмет на Божурище от ГЕРБ)
- Стара Загора – Петя Станева
- Търговище – Тоника Колева (предприемач, бивш член на ГЕРБ)
- Хасково – Антон Иванов (бивш общински съветник от ГЕРБ)
- Шумен – Гюнай Физула Исмаил (координатор на ГЕРБ)
- Ямбол – Георги Славов (бивш кмет от ГЕРБ с 3 мандата)

## Избори

### Парламентарни избори

#### април 2021 г.
Партията участва на проведените парламентарни избори на 4 април 2021 г., но не влиза в Народното събрание. Получава едва 1,31 % от гласовете (42057).

#### юли 2021 г.
На парламентарни избори през юли 2021 г. партията е избрана да участва с бюлетина № 21 след жребий, изтеглен в ЦИК на 9 юни 2021 г.
При 42,19 % избирателна активност и 100 % обработени протоколи партията получава 0,31 % подкрепа (или 8 546 гласа).

#### Резултати
Резултати от парламентарните избори през април 2021 г. и юли 2021 г. (по избирателни райони):
| Избирателен район       | Парламентарни избори през април 2021 г. | Парламентарни избори през април 2021 г. | Парламентарни избори през април 2021 г. | Парламентарни избори през юли 2021 г. | Парламентарни избори през юли 2021 г. | Парламентарни избори през юли 2021 г. |
| Избирателен район       | Избирателна активност                   | Действителни гласове                    | Дял от гласувалите                      | Избирателна активност                 | Действителни гласове                  | Дял от гласувалите                    |
| Сумарно                 | 50,61%                                  | 42057                                   | 1,31%                                   | 42,19%                                | 8546                                  | 0,31%                                 |
| ----------------------- | --------------------------------------- | --------------------------------------- | --------------------------------------- | ------------------------------------- | ------------------------------------- | ------------------------------------- |
| 1 МИР Благоевград       | 50,72%                                  | 2556                                    | 1,67%                                   | 40,03%                                | 342                                   | 0,28%                                 |
| 2 МИР Бургас            | 49,50%                                  | 1908                                    | 1,11%                                   | 42,00%                                | 324                                   | 0,22%                                 |
| 3 МИР Варна             | 50,83%                                  | 2048                                    | 1,04%                                   | 42,94%                                | 373                                   | 0,22%                                 |
| 4 МИР Велико Търново    | 48,57%                                  | 1543                                    | 1,58%                                   | 40,43%                                | 395                                   | 0,48%                                 |
| 5 МИР Видин             | 47,79%                                  | 1188                                    | 3,04%                                   | 37,58%                                | 493                                   | 1,57%                                 |
| 6 МИР Враца             | 52,12%                                  | 1134                                    | 1,45%                                   | 42,00%                                | 310                                   | 0,48%                                 |
| 7 МИР Габрово           | 49,09%                                  | 622                                     | 1,26%                                   | 39,51%                                | 126                                   | 0,31%                                 |
| 8 МИР Добрич            | 42,12%                                  | 1580                                    | 2,22%                                   | 33,62%                                | 110                                   | 0,19%                                 |
| 9 МИР Кърджали          | 28,08%                                  | 759                                     | 1,07%                                   | 28,54%                                | 253                                   | 0,35%                                 |
| 10 МИР Кюстендил        | 44,31%                                  | 1272                                    | 2,30%                                   | 35,18%                                | 168                                   | 0,37%                                 |
| 11 МИР Ловеч            | 53,36%                                  | 422                                     | 0,69%                                   | 39,03%                                | 185                                   | 0,40%                                 |
| 12 МИР Монтана          | 54,96%                                  | 3184                                    | 4,92%                                   | 41,73%                                | 538                                   | 1,08%                                 |
| 13 МИР Пазарджик        | 47,90%                                  | 1462                                    | 1,33%                                   | 35,01%                                | 401                                   | 0,49%                                 |
| 14 МИР Перник           | 53,08%                                  | 294                                     | 0,53%                                   | 41,65%                                | 59                                    | 0,13%                                 |
| 15 МИР Плевен           | 47,72%                                  | 2660                                    | 2,46%                                   | 37,96%                                | 412                                   | 0,47%                                 |
| 16 МИР Пловдив (град)   | 46,77%                                  | 1288                                    | 0,95%                                   | 39,53%                                | 154                                   | 0,13%                                 |
| 17 МИР Пловдив (област) | 45,44%                                  | 2243                                    | 1,76%                                   | 37,08%                                | 277                                   | 0,26%                                 |
| 18 МИР Разград          | 41,02%                                  | 1090                                    | 2,09%                                   | 36,02%                                | 192                                   | 0,41%                                 |
| 19 МИР Русе             | 45,01%                                  | 909                                     | 1,03%                                   | 37,94%                                | 256                                   | 0,34%                                 |
| 20 МИР Силистра         | 46,60%                                  | 300                                     | 0,58%                                   | 41,89%                                | 469                                   | 0,99%                                 |
| 21 МИР Сливен           | 42,34%                                  | 695                                     | 1,01%                                   | 32,88%                                | 197                                   | 0,35%                                 |
| 22 МИР Смолян           | 54,68%                                  | 2030                                    | 3,83%                                   | 45,85%                                | 98                                    | 0,22%                                 |
| 23 МИР София            | 53,85%                                  | 940                                     | 0,43%                                   | 48,16%                                | 267                                   | 0,14%                                 |
| 24 МИР София            | 50,47%                                  | 983                                     | 0,60%                                   | 42,24%                                | 168                                   | 0,12%                                 |
| 25 МИР София            | 48,04%                                  | 829                                     | 0,50%                                   | 40,75%                                | 181                                   | 0,13%                                 |
| 26 МИР София (област)   | 55,09%                                  | 841                                     | 0,80%                                   | 41,93%                                | 169                                   | 0,21%                                 |
| 27 МИР Стара Загора     | 50,52%                                  | 1277                                    | 0,91%                                   | 41,54%                                | 621                                   | 0,53%                                 |
| 28 МИР Търговище        | 44,28%                                  | 2365                                    | 4,73%                                   | 36,08%                                | 128                                   | 0,31%                                 |
| 29 МИР Хасково          | 49,80%                                  | 1426                                    | 1,29%                                   | 39,46%                                | 234                                   | 0,26%                                 |
| 30 МИР Шумен            | 39,93%                                  | 673                                     | 0,94%                                   | 34,79%                                | 216                                   | 0,34%                                 |
| 31 МИР Ямбол            | 46,02%                                  | 740                                     | 1,54%                                   | 37,65%                                | 162                                   | 0,40%                                 |
| Извън България          |                                         | 796                                     | 0,47%                                   |                                       | 268                                   | 0,16%                                 |

### Местни избори
Партията заявява че ще участва на частичните местни избори, насрочени за 28 февруари 2021 г.